# Преследование противника на кандалакшском и кестеньгском направлениях
Преследование противника на кандалакшском и кестеньгском направлениях — наступательные боевые действия войск Карельского фронта против войск вермахта в северной части Карелии с 5 сентября по 5 октября 1944 года во время Второй мировой войны.

## Положение сторон
Ввиду особенностей сильно пересечённой горно-таёжной местности с большим количеством рек и озёр, боевые действия в северной части Карелии во время Великой Отечественной войны велись по отдельным направлениям, изолированным друг от друга, вдоль шоссейных или железных дорог. Остальные пространства были непроходимы для больших масс войск, там боевые действия велись отдельными небольшими партизанскими или разведывательно-диверсионными группами и отрядами с лёгким вооружением. Линия фронта с незначительными изменениями проходила по рубежам, достигнутым немецко-финскими войсками в ходе летне-осеннего наступления 1941 года. Друг другу здесь противостояли немецкая 20-я горная армия (командующий — генерал-полковник Лотар Рендулич) и советский Карельский фронт (командующий войсками — генерал армии К. А. Мерецков).
На кандалакшском направлении войска противника занимали оборону на рубеже по реке Верман от озёр Верхний Верман и Нижний Верман до озёр Тольванд и Ориярви, примерно в 50 километрах западнее Кандалакши. С советской стороны рубеж обороняла 19-я армия (командующий — генерал-лейтенант Г. К. Козлов) в составе 104-й стрелковой дивизии, 341-й стрелковой дивизии, 67-й стрелковой дивизии, 21-й стрелковой дивизии, 122-й стрелковой дивизии, 38-й танковой бригады, отдельных частей. С немецкой стороны рубеж оборонял 36-й горный корпус (командир — генерал-лейтенант Эмиль Фогель) в составе 169-й пехотной дивизии, 163-й пехотной дивизии, отдельных пехотных батальонов, 1 танкового и 1 пулемётного батальона, отдельных частей.
На кестеньгском направлении линия фронта проходила также по сильно укреплённому обеими сторонами рубежу между озёрами Ярош-Ярви и Большое Лаги-Ярви в 13 километрах восточнее Кестеньги. С советской стороны здесь оборонялась 26-я армия (командующий — генерал-лейтенант Л. С. Сквирский) в составе 205-й стрелковой дивизии, 83-й стрелковой дивизии, 45-й стрелковой дивизии, отдельных частей. С немецкой стороны рубеж оборонял 18-й горный корпус (командир — генерал пехоты Фридрих Хохбаум) в составе 7-й горнострелковой дивизии, части сил 6-й горной дивизии СС «Норд», отдельных частей.
На самом южном, ухтинско-ругозерско-ребольском направлении, противостояли относительно малочисленные группировки — советский 132-й стрелковый корпус (367-я стрелковая дивизия, 54-я стрелковая дивизия, 27-я стрелковая дивизия) и часть сил 6-й горной дивизии СС «Норд».
С воздуха советские войска поддерживала частью сил 7-я воздушная армия генерал-лейтенанта авиации И. М. Соколова.

## Обстановка перед операцией и планы сторон
К осени 1944 года на советско-финском фронте Великой Отечественной войны после почти трёх лет позиционной войны произошли кардинальные изменения. Убедившись, что гитлеровская Германия не в состоянии победить Советский Союз, наиболее здравомыслящая часть правящих кругов Финляндии начала искать пути выхода из войны. С начала 1944 года велись тайные советско-финские переговоры. Ввиду их явного затягивания летом 1944 года советские войска провели Выборгскую операцию и Свирско-Петрозаводскую операцию, в которых нанесли тяжёлые поражения финской армии и поставили Финляндию на грань военной катастрофы. В этой обстановке 2 сентября 1944 года президент Финляндии маршал Густав Маннергейм официально объявил о разрыве отношений с Германией и потребовал вывода немецких войск с финской территории. В конце августа начались уже официальные советско-финские переговоры, завершившиеся подписанием 19 сентября Московского перемирия.
Ещё до завершения переговоров Маннергейм принял обязательство, что финская армия обеспечит эвакуацию или интернирование немецких частей на севере Финляндии. 3 сентября он отдал приказ о переброске финских войск на север для освобождения страны от немецких войск. 5 сентября советские и финские войска официально прекратили боевые действия друг против друга.
Немецкое командование предполагало такой сценарий развития событий и отдавало себе отчёт в невозможности ведения боевых действий на севере Финляндии одновременно против советских и финских войск. Было решено сосредоточить все силы на севере Норвегии и в районе Петсамо для удержания никелевых рудников. В августе 1944 года началась подготовка к эвакуации на север немецких войск из района Кандалакши, Кестеньги и Ухты, а в последних числах августа началась и сама эвакуация, начиная с вывода тыловых частей и вывоза военного имущества. Данные действия были немедленно обнаружены советской разведкой.
Вывод немецких войск с севера Финляндии не стал неожиданным и для советского командования. Военный совет Карельского фронта 4 сентября 1944 года издал директиву, в которой предупредил командующих армий о возможном отходе врага и потребовал привести войска в полную боевую готовность, с тем чтобы немедленно по особому приказу фронта перейти в наступление. Началась перегруппировка войск и выход их на исходные рубежи. Таким образом, данное сражение предварительно не планировалось сторонами, замысел его возник спонтанно под влиянием предшествующих событий. Видимо, по этой причине в российской историографии оно не рассматривается как войсковая операция, а именуется преследованием противника.

## Ход преследования
Началом боевых действий считается 5 сентября 1944 года. Однако фактически в этот день советские войска ещё только начали выход на намеченные рубежи для наступления, только силами авиации начались удары по путям отхода противника и местам его сосредоточения. Для руководства сражением на временный командный пункт фронта в Кандалакшу прибыл командующий Карельским фронтом К. А. Мерецков. В этот же день разведка установила начало отхода немецких войск с передовых рубежей обороны.
Мерецков понимал, что местность удобна для запланированного отхода вдоль единственных дорог под прикрытием сильных арьергардов, которые будут изматывать преследующие войска на каждом удобном для обороны рубеже, а таких рубежей в Карелии очень много (узкие перешейки между многочисленными озёрами, многочисленные реки, проходы между густо заросшими тайгой каменными сопками). В конце концов, именно так малочисленные советские войска измотали и остановили немецко-финское наступление летом и осенью 1941 года в этих же районах. Поэтому было решено основным способом боевых действий избрать обход специально созданными группировками рубежей обороны с флангов, создавая пути для движения войсковых колонн по непроходимой местности, с целью глубокого обхода рубежей, и перерезание обходящими группировками единственных путей снабжения и отхода немецких войск. Наступление по фронту сводилось к давлению огневыми средствами и сковыванию врага. На каждом из направлений на фланги были выдвинуты от 1 до 3 дивизий, в них сформированы обходящие походные колонны, усиленные сапёрными частями. Но поскольку их не хватало, то личному составу передовых стрелковых подразделений были в большом количестве розданы топоры, саперные лопаты, пилы и ломы. Поскольку снабжение обходных группировок было очень трудным, каждая из них получила значительный запас продовольствия и боеприпасов. Эти действия были, безусловно, правильными, но даже ускоренная подготовка войск для наступления заняла несколько дней. Этого времени и не оказалось — немецкое командование начало отвод своих войск раньше.
7 сентября немцы оставили свой рубеж на ухтинском направлении и вывели свои главные силы на кестеньгском направлении, оставив на передовой лишь части прикрытия. В этот же день советские войска на всех трёх направлениях начали движение обходящих группировок. Темпы их продвижения по пересечённой таёжно-болотистой местности с многочисленными реками оказались невысоки и иногда составляли от 0,8 до 1 км в сутки.
На кандалакшском направлении боевые действия велись вдоль железной дороги Кандалакша — Алакуртти — Куолоярви — старая советско-финская граница и далее на Келлоселькя. Здесь советское наступление началось 7 сентября. К 9 сентября обходящая группировка (67-я и 104-я стрелковые дивизии) прошли свыше 50 километров по бездорожью, форсировали реку Тунтсайоки и создали угрозу для важнейшего узла обороны на этом направлении в посёлке Алакуртти. 12 сентября железная дорога была перерезана западнее Алакуртти, значительная часть немецких войск была отрезана. Часть из них удалось уничтожить (свыше 1000 убитых и до 100 пленных), остальные бросили всё военное имущество и только с стрелковым оружием по тайге пешком выходили к своим. 14 сентября 1944 года посёлок Алакуртти был освобождён, причем немецкие войска не успели даже вывести из строя стратегически важный аэродром Алакуртти (на нём захвачены 2 склада авиабомб, всё аэродромное имущество, 1 неисправный самолёт). Однако затем немецкое сопротивление здесь резко возросло — в течение 16-19 сентября противнику контратаками и упорной обороной удалось остановить советские войска. Только к 23 сентября части 19-й армии вышли на советско-финскую границу. В последующие дни они продвинулись до 20 километров вглубь финской территории. К концу сентября боевые действия практически прекратились ввиду отсутствия противника.
На кестеньгском направлении наступление велось вдоль автомобильной дороги Лоухи — Кестеньга — Софпорог — Куусамо. Здесь наступление также началось 7 сентября и причём успешно в первые дни — удалось сбить с занимаемых рубежей части прикрытия. 7 сентября были освобождены в первый же день наступления села Сеннозеро, Окунева Губа, Елеть-озеро. Обходящая группировка (205-я стрелковая дивизия) далеко обошла немецкий рубеж обороны, обогнув с севера Елетьозеро. Обнаружив эту угрозу, немецкое командование стало спешно выводить все войска из-под Кестеньги, сорвав их планомерную эвакуацию и бросая всё имущество, которое не успело вывести. 10 сентября без боя была занята оставленная врагом Кестеньга, приготовленная для длительной обороны. 12 сентября и здесь обходящая группировка вышла на немецкие коммуникации, перерезав перешеек на рубеже реки Софпорог и проходящую по нему автодорогу (здесь немецкие потери составили до 1000 человек). После этого поражения немецкое командование ускорило отвод своих войск на этом направлении, бросив всю технику. Немецким войскам удалось оторваться от преследования, боевые действия здесь почти прекратились и в дальнейшем нанести ощутимый урон врагу не удалось. За следующие три дня удалось продвинуться почти на 100 километров до озера Пистаярви, а 17 сентября части 26-й армии пересекли советско-финскую границу. 27 сентября был занят оставленный немцами и практически полностью сожженный посёлок Куусамо. В целом в ходе операции войска армии освободили 45 населённых пунктов.
На ухтинском направлении массовый отход немецких войск начался 11 сентября и производился весьма быстро. Здесь нанести существенный ущерб врагу не удалось: когда обходящая группировка вышла на немецкие коммуникации, восточнее её немецких войск уже не было. Дальнейшее продвижение советских войск здесь встречало только незначительное очаговое сопротивление. 18 сентября войска пересекли государственную границу и заняли на финской территории посёлки Юнтусранта и Анттила. 21 сентября без боя был занят крупный посёлок Суомуссалми.
К 30 сентября на всех трёх направлениях боевые действия фактически прекратились: войска завершили освобождение советской территории во всей полосе наступления и вошли на территорию Финляндии, противник ушёл на север и для его преследования с юга уже перебрасывались финские войска. После прибытия финской администрации и передачи ей финских населённых пунктов советские войска были отведены на линию государственной границы. Официальной датой завершения преследования считается 5 октября 1944 года.
При отходе германское командование неукоснительно придерживалось тактики «выжженной земли». Практически все освобожденные в ходе наступления населённые пункты были сожжены до основания (как на советской, так и на финской территории), промышленные здания, железнодорожные и автодорожные сооружения уничтожены или сильно разрушены, население угонялось.

## Итоги сражения
Продвижение советских войск составило до 90 километров. В ходе преследования в полосе наступавших армий была полностью освобождена территория Советского Союза, завершено освобождение Карело-Финской ССР. Были высвобождены две общевойсковые армии (по окончании сражения 26-я армия была переброшена в Венгрию, а 19-я армия — в Восточную Померанию). Командование Карельского фронта сосредоточилось на подготовке Петсамо-Киркенесской операции. Было обеспечено безопасное выдвижение частей финской армии для разоружения немецких войск в Финляндии (см. Лапландская война).
Противнику был нанесен урон, особенно существенный в материальной части. Но живую силу практически всю немцы эвакуировали из-под удара, перебросив в Норвегию. К. А. Мерецков в своих мемуарах так объяснял причину этого:

Получив известие, что 19-я армия оседлала дорогу в районе Кайралы, я немедленно доложил об этом по прямому проводу первому заместителю начальника Генштаба генералу армии А. И. Антонову. Выслушав меня и попросив уточнить некоторые детали, он сказал: «Ждите распоряжения». Я ожидал приказа о боях на уничтожение окруженного врага. Но ночью мне принесли телеграмму, в которой говорилось: ни в коем случае не ввязываться в тяжелые бои с отходящими частями противника и не изнурять наши войска глубокими обходами; уничтожение фашистов вести в основном огневыми средствами, расставленными вдоль дороги, по которой те отходили.
Это была новая установка, и она мне, признаться, не совсем была понятна. Поэтому я позвонил в Ставку и попросил разъяснить, чем вызван отказ от наступательных действий на окружение 36-го немецкого армейского корпуса. Мне ответили приблизительно так: самое главное сейчас — сохранить силы для решения первоочередной задачи в Заполярье: освободить Печенгскую область. Крайний Север имеет для Германии огромное значение. Там находятся разработки никеля и расположены важные военно-морские и авиационные базы, где сосредоточены подводные лодки и самолеты для действий на наших морских сообщениях. Немцы оттуда не собираются уходить. Их придется выдворять силой. Погоня же за 36-м корпусом потребует расхода резервов, без которых начинать операцию на Мурманском направлении будет невозможно. «Но разве я не смогу использовать имеющиеся резервы?» — спросил я. «Нет, — ответили мне, — Ставка вам ничего не даст. Наоборот, не исключена возможность, что в ближайшее время мы заберем у вас часть сил для переброски на Западное направление, причем речь пойдет именно о тех соединениях 19-й и 26-й армий, которые сейчас преследуют немцев».

Таков был военный аспект проблемы. В дальнейших разъяснениях он не нуждался. Мы обязаны были сохранить силы, имевшиеся в центральном районе Карельского фронта, для других фронтов, а самим надо было думать о том, как бы поскорее перебросить 31-й стрелковый корпус из-под Кандалакши к Мурманску, чтобы освободить Заполярье до того, как туда подоспеют отступавшие по финляндским тылам силы немцев. Стратегическая разведка установила, что Берлин не собирается оставлять свои базы в Северной Норвегии и никелевые разработки в Северной Финляндии.— Мерецков К. А. На службе народу. — М.: Политиздат, 1968.
Эти слова подтверждаются следующим документом:

ДИРЕКТИВА СТАВКИ ВГК № 220213
КОМАНДУЮЩЕМУ ВОЙСКАМИ КАРЕЛЬСКОГО ФРОНТА О ЗАПРЕЩЕНИИ ВЕДЕНИЯ НАСТУПАТЕЛЬНЫХ ДЕЙСТВИЙ ПРОТИВ НЕМЕЦКИХ ВОЙСК НА ТЕРРИТОРИИ ФИНЛЯНДИИ
12 сентября 1944 г. 02 ч 20 мин
Из представленного Вами за № 00112/44/оп доклада видно, что Вы ставите
войскам фронта задачу разбить своими силами группировку немцев в Северной
Финляндии. Это ваше решение неправильно. Согласно переговорам с финнами,
выдворением немецких войск из Финляндии должны заняться сами финны, а
наши войска будут оказывать им в этом только помощь.
Исходя из указанного, Ставка Верховного Главнокомандования запрещает
Вам вести самостоятельные наступательные операции против немецких войск.
В случае отхода немцев продвигаться вслед за ними, не навязывая противнику
больших боев и не изматывая свои войска боями и глубокими обходными
маневрами для того, чтобы лучше сохранить свои силы. Ставка требует от
Вас точного выполнения её указаний и ещё раз предупреждает, что невыполнение указаний Ставки и Ваши попытки забегания вперед повлекут за собой
отстранение Вас от командования фронтом.
Об отданных распоряжениях донести.
Ставка Верховного Главнокомандования
И. СТАЛИН
А. АНТОНОВ— Русский архив. ВЕЛИКАЯ ОТЕЧЕСТВЕННАЯ. ТОМ 16 (5-4). - Москва, «TEPPA»-«TERRA», 1999. - Стр.143.
Однако Мерецков и позднее, 18 сентября 1944 года, предложил в Ставку план глубокой наступательной операции в Северной Финляндии, с занятием города Рованиеми и с дальнейшим продвижением к Ботническому заливу. В ответ ему было указано не продвигаться в глубину финской территории далее указанных Ставкой приграничных рубежей, а готовить наступательную операцию на Петсамо и Киркенес.
Потери советских войск в ходе преследования с 5 сентября по 5 октября 1944 года составили 2 500 человек — безвозвратные и 7 281 человек — санитарные.
Данные о потерях немецкой стороны известны из «Журнала боевых действий Карельского фронта». Командующий 19-й армией доложил в штаб фронта об уничтожении 7 159 солдат и офицеров противника, 53 орудий, 56 миномётов, 28 танков, и о захвате 203 пленных, 22 орудий и 32 миномётов. В позднейшей отечественной литературе оценки потерь противника более умеренные — «войсками 19-й армии выведено из строя до 7 тыс. солдат и офицеров». Командующий 26-й армией доложил о потерях противника в 1 126 человек убитыми и ранеными, о захвате 29 пленных и 9 орудий. Ещё некоторый урон враг понёс от действий советских ВВС.